# Стен Андерсон
Стен Андерсон (англ. Stan Anderson; 27 лютого 1933, Горден — 10 червня 2018) — колишній англійський футболіст, півзахисник. По завершенні ігрової кар'єри — футбольний тренер.
Як гравець насамперед відомий виступами за клуби «Сандерленд» та «Ньюкасл Юнайтед», а також національну збірну Англії.

## Клубна кар'єра
У дорослому футболі дебютував 1952 року виступами за команду «Сандерленд», в якій провів одинадцять сезонів, взявши участь у 402 матчах чемпіонату. Більшість часу, проведеного у складі «Сандерленда», був основним гравцем команди.
Своєю грою за клуб привернув увагу представників тренерського штабу «Ньюкасл Юнайтед», до складу якого Стен приєднався 1963 року. Він відіграв за команду з Ньюкасла наступні два сезони своєї ігрової кар'єри. Граючи у складі «Ньюкасл Юнайтед» також здебільшого виходив на поле в основному складі команди.
Завершив професійну ігрову кар'єру у клубі «Мідлсбро», за який виступав протягом 1965—1966 років.

## Виступи за збірну
1962 року дебютував в офіційних матчах у складі національної збірної Англії. Протягом кар'єри у національній команді, яка тривала усього 1 рік, провів у формі головної команди країни 2 матчі.
У складі збірної був учасником чемпіонату світу 1962 року у Чилі.

## Кар'єра тренера
Розпочав тренерську кар'єру відразу ж по завершенні кар'єри гравця, 1966 року, очоливши тренерський штаб клубу «Мідлсбро».
Надалі очолював клуби АЕК, «Квінс Парк Рейнджерс» та «Донкастер Роверз».
Останнім місцем тренерської роботи був клуб «Болтон Вондерерз», який Стен Андерсон очолював як головний тренер до 1981 року.